# Sergiev Posad
Huyện Sergiev Posad (tiếng Nga: ? райо́н) là một huyện hành chính tự quản (raion), của Tỉnh Moskva, Nga. Huyện có diện tích 23 kilômét vuông, dân số thời điểm ngày 1 tháng 1 năm 2000 là 111100 người. Trung tâm của huyện đóng ở Sergiev Posad (Zagorsk).